# Closer (album de Joy Division)
Pour les articles homonymes, voir Closer.
Albums de Joy Division
Unknown Pleasures
(1979) Still
(1981)

Closer est le deuxième et dernier album studio du groupe de post-punk anglais Joy Division. Il a été publié le 18 juillet 1980 sur le label Factory Records, après le suicide en mai 1980 du chanteur principal Ian Curtis. L'album a été produit par Martin Hannett. Après la sortie posthume de l'album du single Love Will Tear Us Apart en juin 1980, les membres restants ont créé New Order.
L'ouvrage La Foire aux atrocités, de l'écrivain anglais J. G. Ballard, est une des influences de l'album, et l'ouvrage donne d'ailleurs son titre à la première piste de l'album.
La couverture de l'album a été conçue par Martyn Atkins et Peter Saville, avec une photographie de Bernard Pierre Wolff, qui représente la tombe de la famille Appiani dans le cimetière monumental de Staglieno à Gênes (Italie). Ce cimetière est réputé pour sa tradition de statues réalistes et de tableaux vivants comme ornements des tombes. Dans le documentaire de 2007 de Grant Gee consacré au groupe, le concepteur Martyn Atkins déclare que dès l'annonce du suicide de Ian Curtis, il a immédiatement émis sa préoccupation quant au design de l'album, design qui dévoile un thème funéraire, et une tombe sur la couverture qui semblait annoncer le suicide du chanteur.
Lors de sa sortie, le magazine Sounds observait qu'il y a dans la musique « des nuances sombres de rock gothique ». Aujourd'hui, Closer est largement reconnu comme un album qui a défini l'ère post-punk. Selon le critique Ned Raggett, « le rock, si défini qu'il soit, semble rarement aussi important, aussi vital, impossible de résister ou de l'ignorer ici ». Pour lui, « Joy Division était au sommet de leur pouvoir avec Closer ».

## Écriture et enregistrement
Les chansons ont été tirées de deux périodes distinctes. Les premières compositions dirigées par la guitare ont été écrites au cours de la seconde moitié de l'année 1979 : Atrocity Exhibition, Passover, Colony, A Means to an End et Twenty Four Hours. Tous ces morceaux ont été joués en concert cette année-là et certains ont été enregistrés pour diverses sessions d'enregistrement de radio. Les autres chansons ont été écrites au début de l'année 1980 et font appel à une utilisation plus importante des synthétiseurs : Isolation, Heart and Soul, The Eternal et Decades. La plupart des chansons ont été écrites en improvisation (jam-session) dans leur salle de répétition. En ce qui concerne le contenu lyrique de l'album, Bernard Sumner a fait remarquer : « Nous allions aux répétitions et on s'asseyait pour parler de choses vraiment banales. Nous le faisions jusqu'à ce que nous ne puissions plus parler de choses banales, puis nous reprenions nos instruments et nous enregistrions dans un petit lecteur de cassette. Nous n'avions pas beaucoup parlé de la musique ou des paroles ».
Closer a été produit par Martin Hannett. Sa production « sépulcrale » a été hautement appréciée. Cependant, comme avec leur premier album, Hook et Sumner étaient mécontents du travail de Hannett, sa production diminuant l'agressivité de la guitare.

## Réception

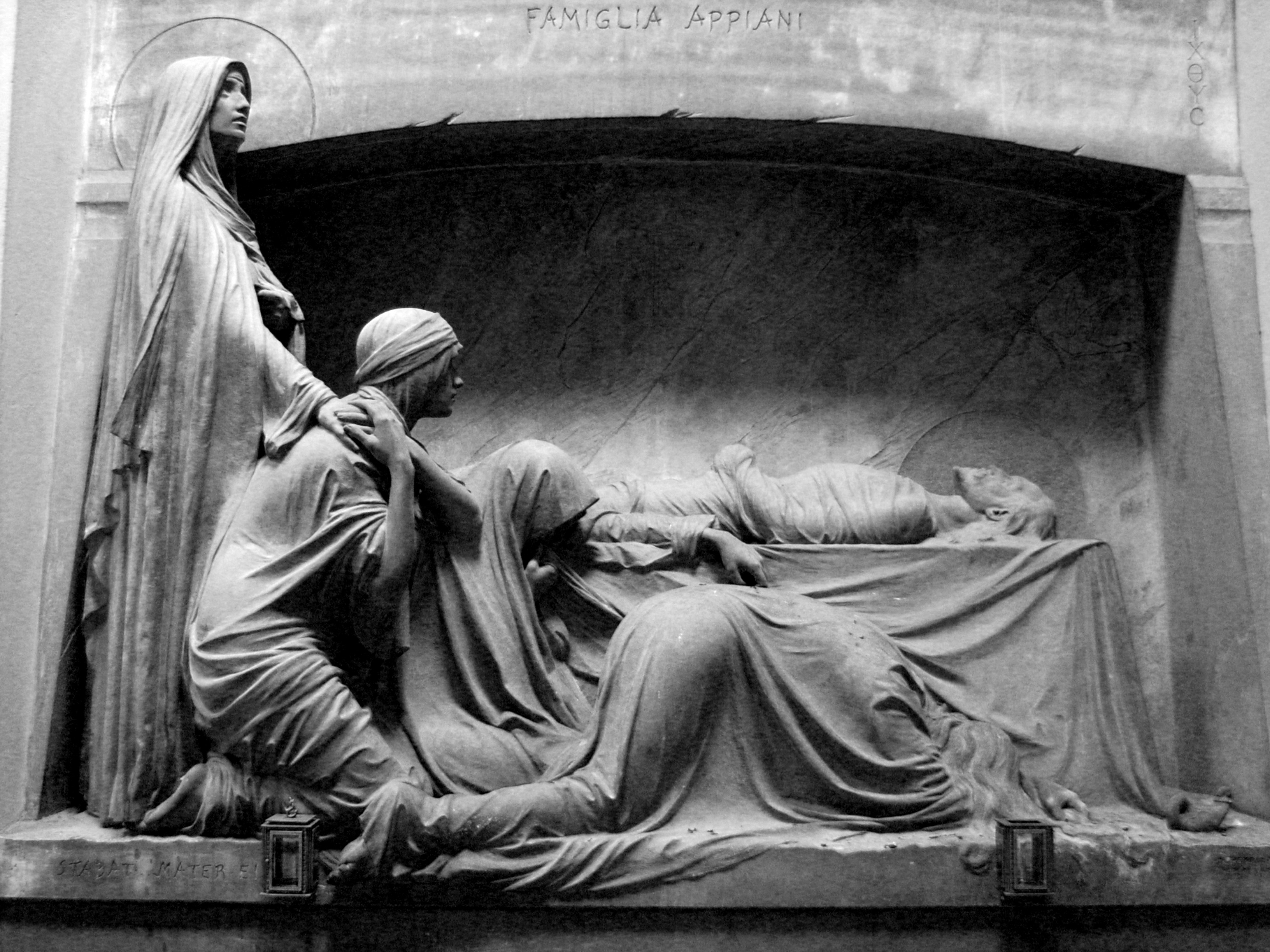
Tombe de la famille Appiani du cimetière italien de Staglieno utilisée comme pochette de Closer

Au moment de la sortie, le critique musical Dave McCullough décrit l'album comme « une musique rock à couper le souffle ». Écrivant pour Smash Hits, Alastair Macaulay a décrit l'album comme un « exercice dans une passion obscure et contrôlée » et a écrit que la musique « s'impose comme l'épitaphe du groupe ». Écrivant pour Melody Maker, Paolo Hewitt a décrit l'album comme « probablement la plus irrésistible musique dance que nous entendrons cette année ».
Mikal Gilmore travaillant pour le Rolling Stones magazine, écrit en 1981 : « la musique devient lourde, sombre et solide parce que cela veut dire réaliser une vision du monde où la souffrance est inlassable et où rien n'est tranquille ». Selon Colin Larkin, Closer a depuis été « considéré à juste titre par de nombreux critiques comme le meilleur album des années 80 ». Dans sa critique de 2007 de l'album, Joshua Klein le critique de Pitchfork décrit l'album comme étant « encore plus austère, plus claustrophobique, plus inventif, plus beau et plus obsédant que son prédécesseur », l'appelant ainsi « Le chef-d'œuvre de Joy Division ; l'incarnation sans failles de tout de ce que le groupe cherchait à achever ».
L'album a souvent été considéré comme la production la plus aboutie de Joy Division. En 1984, le chanteur George Michael encense l'album pendant une émission télévisée sur la musique. Pitchfork a listé Closer comme le 10e meilleur album des années 1980. Il a été placé 72e sur une liste des meilleurs albums britanniques du NME. En 2003, puis en 2012, l'album est classé 157e sur la liste des 500 meilleurs albums de tous les temps selon le Rolling Stones magazine .
Il fait partie de la liste de Robert Dimery des Les 1001 albums qu'il faut avoir écoutés dans sa vie.

## Publication
Closer est sorti le 18 juillet 1980, sur le label Factory Records, sous le format d'un vinyl 12 pouces. Il a atteint le numéro 6 dans le hit-parade anglais. Il a également pointé numéro 3 en Nouvelle-Zélande en septembre 1981. Closer, ainsi que les albums Unknown Pleasures et Still, ont été remasterisés et republiés en 2007. Comme pour Unknown Pleasures et Still, la réédition est accompagnée d'un disque bonus live, enregistré à l'université de Londres.

## Liste des titres
| Closer (FAC 25) | Closer (FAC 25)     | Closer (FAC 25) | Closer (FAC 25) | Closer (FAC 25) | Closer (FAC 25) | Closer (FAC 25) | Closer (FAC 25) | Closer (FAC 25) | Closer (FAC 25) |
| No              | Titre               | Durée           |                 |                 |                 |                 |                 |                 |                 |
| --------------- | ------------------- | --------------- | --------------- | --------------- | --------------- | --------------- | --------------- | --------------- | --------------- |
| 1.              | Atrocity Exhibition | 6:06            |                 |                 |                 |                 |                 |                 |                 |
| 2.              | Isolation           | 2:53            |                 |                 |                 |                 |                 |                 |                 |
| 3.              | Passover            | 4:46            |                 |                 |                 |                 |                 |                 |                 |
| 4.              | Colony              | 3:55            |                 |                 |                 |                 |                 |                 |                 |
| 5.              | A Means to an End   | 4:07            |                 |                 |                 |                 |                 |                 |                 |
| 6.              | Heart and Soul      | 5:51            |                 |                 |                 |                 |                 |                 |                 |
| 7.              | Twenty Four Hours   | 4:26            |                 |                 |                 |                 |                 |                 |                 |
| 8.              | The Eternal         | 6:07            |                 |                 |                 |                 |                 |                 |                 |
| 9.              | Decades             | 6:10            |                 |                 |                 |                 |                 |                 |                 |
| 44:16           |                     |                 |                 |                 |                 |                 |                 |                 |                 |

## Personnel
Joy division
- Ian Curtis - chant principal, guitare (titre n°6), melodica (titre n°9)
- Bernard Sumner - guitare, basse (titre n°1), synthétiseurs (titre n° 2, 6, 8 et 9)
- Peter Hook - basse, guitare (titre n°1), basse à six cordes (titre n°3, 6, et 8)
- Stephen Morris - batterie, batterie électronique, percussion

Production
- Martin Hannett - Production, ingénieur du son
- Michael Johnson - Assistant ingénieur
- John Caffery - Ingénieur du son

## Classements
| Classement (1980-81)          | Meilleure place |
| ----------------------------- | --------------- |
| Royaume-Uni (UK Albums Chart) | 6               |
| Nouvelle-Zélande (RIANZ)      | 3               |

## Certifications
| Pays              | Certification | Ventes  |
| ----------------- | ------------- | ------- |
| Royaume-Uni (BPI) | Or            | 100 000 |